# Cathédrale du Christ de Lagos
La cathédrale du Christ de Lagos (anglais : Cathedral Church of Christ) est une cathédrale anglicane située sur l'île Lagos dans la ville du même nom au Nigeria,. Elle est la plus ancienne cathédrale anglicane de l'Église du Nigeria.

## Historique

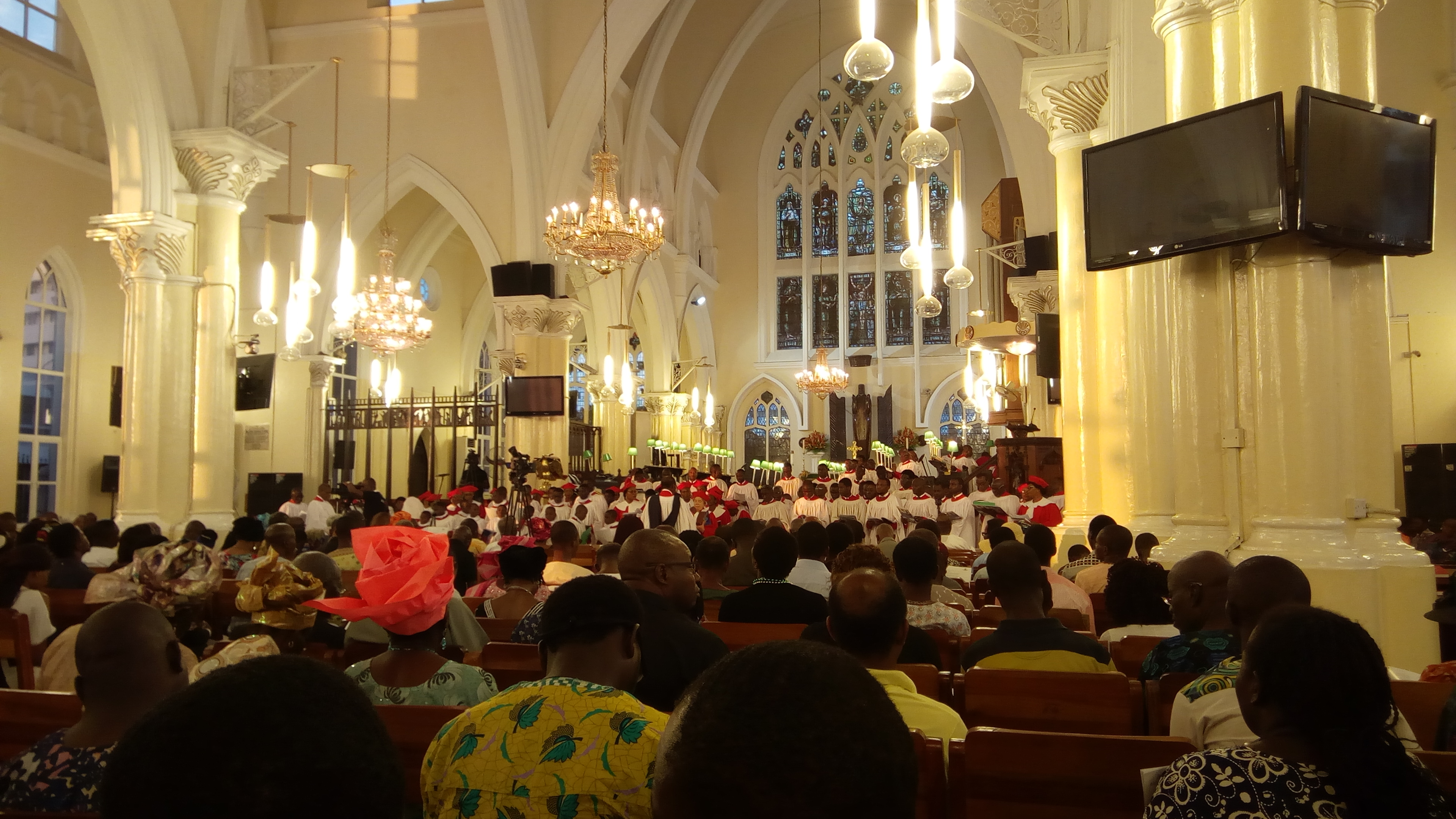
L'intérieur de la cathédrale du Christ

La première pierre de l'édifice est posée le 29 mars 1867 et la cathédrale est officiellement créée en 1869. 
L'édifice actuel est bâti dans un style gothique normand d'après les plans de l'architecte Bagan Benjamin. Sa construction débute le 1er novembre 1924. Sa première pierre est posée par le prince de Galles (le futur roi Édouard VIII) le 21 avril 1925. Sa construction s'achève en 1946. 
En 1976, les reliques du Révérend Docteur Samuel Ajayi Crowther, un ancien esclave yoruba devenu le premier évêque de la Communion anglicane, sont transférées vers la cathédrale du Christ de Lagos. Un cénotaphe y est érigé en sa mémoire. 
Communément appelée « cathédrale du Christ de Marina », elle est la plus vieille cathédrale de l'Église du Nigeria. À différentes périodes de son histoire, la cathédrale est le siège de l'Église de la province d'Afrique de l'Ouest (en), le siège de l'archevêque et primat de Tout le Nigeria et le siège de la province ecclésiastique de Lagos (en). Elle est actuellement le siège de l'évêque de Lagos.